# John Joseph Abercrombie

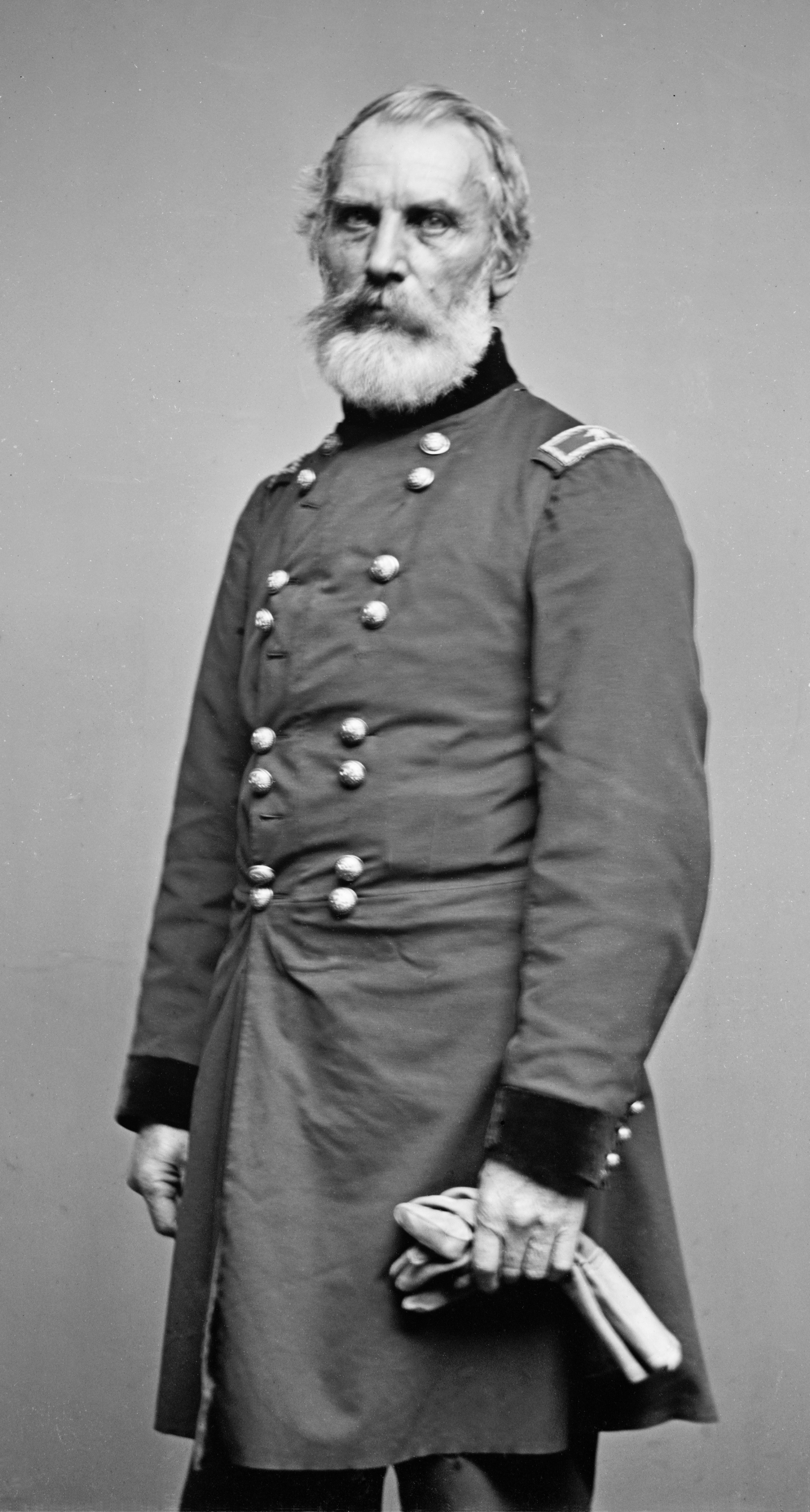
John Joseph Abercrombie

John Joseph Abercrombie (* 4. März 1798 in Baltimore, Maryland (nach anderen Angaben: 1802 in Tennessee); † 3. Januar 1877 in Roslyn, New York) war ein US-amerikanischer Brigadegeneral der US Army im Bürgerkrieg.

## Leben
Nach dem Schulbesuch trat Abercrombie in die US Military Academy in West Point ein und schloss diese 1822 ab. Nachdem er zwischen 1825 und 1833 Adjutant des 1. Infanterieregiments war, wurde er 1836 zum Hauptmann befördert. Im Anschluss diente er während des zweiten Seminolenkrieges von 1836 bis 1842 und erhielt für seine Tapferkeit während der Schlacht von Okeechobee den Brevet-Rang eines Majors. Nach einer Verwendung im Westen der USA diente er auch im Mexikanisch-Amerikanischen Krieg von 1846 bis 1848. Während der dortigen Schlacht von Monterrey erlitt er im September 1846 eine Verwundung und wurde für seine Tapferkeit mit dem Brevet-Rang eines Oberstleutnants ausgezeichnet. Danach nahm er an der Belagerung von Veracruz sowie an der Schlacht von Cerro Gordo teil und wurde danach 1847 Aide-de-camp von General Robert Patterson. 1858 gründete er das nach ihm benannte Fort Abercrombie im damaligen Dakota-Territorium.
Beim Ausbruch des Sezessionskrieges war er in Minnesota stationiert, nahm am Shenandoah-Feldzug sowie als Kommandeur einer Einheit am Gefecht am Hoke Run teil. Während des Halbinsel-Feldzuges zwischen März und August 1862 diente er als Brigadegeneral der Freiwilligentruppen und war nach einer Verwundung in der Schlacht von Seven Pines im Juni 1862 an der Schlacht am Malvern Hill im Juli 1862 sowie an verschiedenen Gefechten während des Rückzugs nach Harrison’s Landing beteiligt. Zwischen 1862 und 1863 gehörte er zu den Verteidigern von Washington, D.C., ehe er im Mai 1864 Kommandant von Depots in Fredericksburg wurde. Kurz darauf nahm er im Juni 1864 teil an der Verteidigung gegen die konföderierten Truppen von General Wade Hampton III., die sogenannte Hampton’s Legion. Nachdem er kurz vor dem Ende des Bürgerkrieges den Brevet-Rang eines Brigadegenerals erhielt, quittierte er am 12. Juni 1865 seinen aktiven Militärdienst. Danach war er einige Zeit an einem Militärgericht tätig.